# Русначенко Анатолій Миколайович
Анатолій Миколайович Русначенко (нар. 3 лютого 1959, с.Осіївка, Бершадський район, Вінницька область) — український учений-історик. Доктор історичних наук, професор. Академік АН ВШ України з 2010 року. Лауреат премії ім. Василя Стуса (2003).

## Життєпис
Народився в с. Осіївка Бершадського району Вінницької області. У 1976 році закінчив Красносільську середню школу. В 1977 році закінчив з відзнакою Вороновицьке технічне училище № 2. Упродовж двох місяців вчителював в своєму районі, після чого був призваний до армії. Служив у військах ППО на півночі Красноярського краю. Після армії працював робітником на Бершадському цукровому комбінаті. 
У 1981–1986 роках навчався в Чернівецькому державному університеті на історичному факультеті який закінчив з відзнакою. Був направлений за розподілом викладачем історії в педагогічне училище у м. Бар Вінницької області, де працював до осені 1990 року. Творив там різні демократичні організації, зокрема, осередки Товариства української мови, НРУ, керував ними. За цю діяльність був звільнений з роботи «за скороченням штатів». Кілька місяців працював вчителем історії в сільській школі. 
У 1991–1992 роках — референт Ради Колегій НРУ (Київ). Засновник-організатор Спілки офіцерів України в липні 1991 року, член оргкомітету її І з'їзду. Член Великої Ради НРУ (1992–1993), делегат його ІІІ З'їзду Народного Руху України. 
У 1992–1993 роках викладав історію в Київському військовому інституті управління і зв’язку. У 1989–1993 роках був аспірантом Інституту історії СРСР АН СРСР / Інститут Російської історії РАН (Москва). Там у 1993 році захистив кандидатську дисертацію «Рабочее движение на Украине: в 1989–1991 годах: основные этапы, элементы политической культуры». 
У 1999 році захистив в Інституті українознавства ім. І.Крип'якевича НАН України докторську дисертацію за темою «Національно-визвольний рух в Україні. Середина 1950-х — початок 1990-х років». 
Згодом викладав (з перервами) у ряді ВНЗ Києва, зокрема в Київському міському педагогічному університеті ім. Б. Грінченка на посаді професора кафедри історії України, де зорганізував ряд наукових конференцій і круглих столів, зустрічей. Нині — професор Київського інституту соціальних та культурних зв'язків ім. княгині Ольги.

## Науковий доробок
Автор близько 100 публікацій різними мовами, в тому числі 7 монографій, зокрема: «Національно-визвольний рух в Україні. Середина 1950-х — початок 1990-х років», «Розумом і серцем. Українська суспільно-політична думка 1940–80-х років», «Народ збурений. Національно-визвольний рух і національні рухи опору в Україні, Білорусі, Литві, Латвії, Естонії в 1940–50-х роках». 
Стажувався в Колумбійському університеті (Нью-Йорк), Центрально-Європейському університеті (Будапешт). Брав участь в міжнародних конференціях в Україні, Росії, Польщі, США, Канаді, Латвії, Литві. Працював дослідником у понад 50 архівах 10 країн світу, зокрема в числі перших — в архівах колишнього КДБ. 
Нагороджений відзнакою «Офіцерський Хрест з Мечами» Спілки офіцерів України (1996). Лауреат премії ім. Василя Стуса (2003).